# Tư Nam
Tư Nam (chữ Hán giản thể: 思南县 Sīnán Xiàn, âm Hán Việt: Tư Nam huyện) là một huyện thuộc địa cấp thị Đồng Nhân, tỉnh Quý Châu, Cộng hòa Nhân dân Trung Hoa. Huyện này có diện tích 2231 ki-lô-mét vuông, dân số năm 2002 là 610.000 người. Mã số bưu chính của huyện Tư Nam là 565100. Huyện lỵ đóng ở trấn Tư Đường. Huyện Tư Nam được chia thành 13 trấn và 12 hương dân tộc.
- Trấn: Tư Đường, Hứa Gia Bá, Đại Bá, Văn Gia Điếm, Anh Vũ, Hợp Minh Khê, Trương Gia Trại, Tôn Gia Bá, Thanh Uông Pha, Úng Khê, Lương Thủy Tỉnh và Chiêu Gia Kiều.